# Zajączkówko
Zajączkówko [pronunciación en polaco: /zajɔnt͡ʂˈkufkɔ/] (en alemán Neu Sanskow) es un pueblo ubicado en el distrito administrativo de Gmina Połczyn-Zdrój, dentro del condado de Świdwin, Voivodato de Pomerania Occidental, en el noroeste de Polonia. Se encuentra a unos 6 kilómetros al suroeste de Połczyn-Zdrój, a 19 kilómetros al este de Świdwin, y a 103 kilómetros al este de la capital regional Szczecin.